# Samary-Orzechowe
Samary-Orzechowe (ukr. Самари-Оріхові, do 1945 Orzechowo Wielkie) – wieś na Ukrainie w rejonie kowelskim, w obwodzie wołyńskim. W II Rzeczypospolitej miejscowość wchodziła w skład gminy wiejskiej Lelików w powiecie kobryńskim województwa poleskiego. Do II wojny światowej w pobliżu wsi znajdowały się chutory: Borowinki, Byczek, Długa Niwa, Ilica, Likowo, Makowiszcze, Medweże, Odołoby, Sachowicze, Struga, Syrniki, Świdowo oraz Uhoł. Obecnie większość z nich weszła administracyjnie w skład wsi.
W pobliżu wsi znajduje się jezioro Orzechowskie.
Do 2020 w rejonie ratnieńskim.